# Michael Greis
Michael Greis (Füssen, 1976. augusztus 18. –) háromszoros olimpiai bajnok és háromszoros világbajnok német sílövő.

## Pályafutása
A magánéletben hivatásos katonaként szolgáló Greis 1989-től foglalkozik a sílövészettel. Első nagyobb nemzetközi versenye, az 1999-es Európa-kupa Friedenweilerben megrendezett fordulója volt. 2001-ben részt vett az Európa-bajnokságon, ahol az üldözőversenyben második, a váltóval pedig első helyet ért el.
A világkupában ugyancsak 2001-ben mutatkozott be. A versenysorozatban, a 2006-2007-es szezonban, összetettben az első helyen zárta, ezen kívül további két alkalommal végzett a negyedik helyen.
Világbajnokságon 2003-ban mutatkozott be, Hanti-Manszijszkban, de itt a legjobb eredménye egy 29. hely volt sprintben. 2004-ben ennél jóval fényesebben szerepelt, megnyerte a váltót a német csapat tagjaként, sprintben az ötödik, az üldözőversenyben pedig a kilencedik lett. Összesen három arany, két ezüst és öt bronzérmet szerzett hazájának a világbajnokságokon, érmeinek majdnem a felét a váltóval nyerte.
Olimpián 2006-ban Olaszországban indult először, és egy rendkívül jó versenyzéssel, három aranyéremmel térhetett haza: a váltó, az egyéni és a tömegrajtos indítású versenyek megnyerésével.

## Eredményei

### Olimpia
| Év   | Világbajnokság | Versenyszám | Versenyszám | Versenyszám   | Versenyszám | Versenyszám | Versenyszám |
| Év   | Világbajnokság | Egyéni      | Sprint      | Üldözőverseny | Tömegrajtos | Váltó       |             |
| ---- | -------------- | ----------- | ----------- | ------------- | ----------- | ----------- | ----------- |
| 2002 | Salt Lake City |             | 15          | 16            |             |             |             |
| 2006 | Torino         | 1           | 33          | 8             | 1           | 1           |             |
| 2010 | Vancouver      | 10          | 21          | 5             | 10          | 5           |             |

### Világbajnokság
| Év   | Világbajnokság              | Versenyszám | Versenyszám | Versenyszám   | Versenyszám | Versenyszám | Versenyszám  |
| Év   | Világbajnokság              | Egyéni      | Sprint      | Üldözőverseny | Tömegrajtos | Váltó       | Vegyes váltó |
| ---- | --------------------------- | ----------- | ----------- | ------------- | ----------- | ----------- | ------------ |
| 2002 | Oslo Holmenkollen           |             |             |               | 19          |             |              |
| 2003 | Hanti-Manszijszk            |             | 29          | DNS           |             |             |              |
| 2004 | Oberhof                     |             | 5           | 9             | 21          | 1           |              |
| 2005 | Hochfilzen Hanti-Manszijszk | 2           | 6           | 5             | 10          | 6           | 3            |
| 2006 | Pokljuka                    |             |             |               |             |             |              |
| 2007 | Antholz-Anterselva          | 2           | 19          | 12            | 1           | 3           | 5            |
| 2008 | Östersund                   | 36          |             |               | 13          | 3           | 1            |
| 2009 | Phjongcshang                | 19          | 7           | 13            | DNF         | 3           | 3            |
| 2010 | Hanti-Manszijszk            |             |             |               |             |             |              |
| 2011 | Hanti-Manszijszk            | 7           | 9           | 11            | 20          | 7           | 2            |
| 2012 | Ruhpolding                  | 11          | 26          | 23            | 22          | 3           |              |

### Világkupa
| Idény   | Összesített eredmény Helyezés (Pontszám) | Összesített eredmény Helyezés (Pontszám) | Összesített eredmény Helyezés (Pontszám) | Összesített eredmény Helyezés (Pontszám) | Összesített eredmény Helyezés (Pontszám) |
| Idény   | Összetett                                | Egyéni                                   | Sprint                                   | Üldözőverseny                            | Tömegrajtos                              |
| ------- | ---------------------------------------- | ---------------------------------------- | ---------------------------------------- | ---------------------------------------- | ---------------------------------------- |
| 2000/01 | 46 (68)                                  | 0                                        | 46 (34)                                  | 33 (34)                                  | 0                                        |
| 2001/02 | 17 (305)                                 | 0                                        | 8 (165)                                  | 15 (123)                                 | 34 (17)                                  |
| 2002/03 | 26 (21)                                  | 31 (594)                                 | 26 (73)                                  | 24 (63)                                  | 23 (38)                                  |
| 2003/04 | 13 (433)                                 | 18 (42)                                  | 11 (175)                                 | 15 (127)                                 | 11 (79)                                  |
| 2004/05 | 9 (594)                                  | 1 (130)                                  | 9 (204)                                  | 12 (182)                                 | 14 (61)                                  |
| 2005/06 | 10 (470)                                 | 1 (133)                                  | 13 (172)                                 | 21 (85)                                  | 19 (80)                                  |
| 2006/07 | 1 (794)                                  | 2 (135)                                  | 1 (299)                                  | 5 (191)                                  | 7 (135)                                  |
| 2007/08 | 4 (596)                                  | 51 (6)                                   | 4 (233)                                  | 4 (220)                                  | 4 (125)                                  |
| 2008/09 | 4 (804)                                  | 1 (146)                                  | 4 (306)                                  | 4 (231)                                  | 26 (72)                                  |
| 2009/10 | 13 (537)                                 | 11 (83)                                  | 10 (251)                                 | 28 (76)                                  | 18 (111)                                 |
| 2010/11 | 6 (707)                                  | 5 (113)                                  | 5 (293)                                  | 10 (172)                                 | 11 (129)                                 |
| 2011/12 | 40 (214)                                 | 27 (39)                                  | 38 (85)                                  | 35 (71)                                  | 43 (19)                                  |

| 2001/02    | Hochfilzen Váltó Lahti Váltó                                                                                                | Ruhpolding Sprint Östersund Sprint | |
| 2002/03    | | Breznóbánya Váltó Ruhpolding Váltó | |
| 2003/04    | Oberhof Váltó (VB) | Fort Kent Sprint | Pokljuka Tömegrajtos |
| 2004/05    | Torino Egyéni | Oberhof Váltó Ruhpolding Váltó Hochfilzen Egyéni (VB)                                                                                                   | Hanti-Manszijszk Vegyes váltó (VB)                                                                                                   |
| 2005/06    | Hochfilzen Váltó Oberhof Váltó Ruhpolding Váltó Torino Egyéni (O) Torino Váltó (O) Torino Tömegrajtos (O)                   | | Hochfilzen Egyéni Ruhpolding Sprint                                                                                                  |
| 2006/07    | Hochfilzen Sprint Antholz-Anterselva Tömegrajtos (VB)                                                                       | Hochfilzen Sprint Oberhof Sprint Oberhof Váltó Antholz-Anterselva Egyéni (VB) Lahti Üldözőverseny Oslo Holmenkollen Egyéni Hanti-Manszijszk Tömegrajtos | Östersund Sprint Östersund Egyéni Hochfilzen/Breznóbánya Váltó Antholz-Anterselva Váltó (VB) Oslo Holmenkollen Üldözőverseny         |
| 2007/08    | Ruhpolding Sprint Ruhpolding Üldözőverseny Antholz-Anterselva Sprint Östersund Vegyes váltó (VB) Phjongcshang Üldözőverseny | Pokljuka Váltó | Hochfilzen Váltó Oberhof Váltó Ruhpolding Váltó Östersund Váltó (VB) Antholz-Anterselva Üldözőverseny Antholz-Anterselva Tömegrajtos |
| 2008/09    | Östersund Egyéni Trondheim Sprint                                                                                           | Oberhof Váltó | Phjongcshang Vegyes váltó (VB) Phjongcshang Váltó (VB)                                                                               |
| 2009/10    | | Oberhof Sprint | Hochfilzen Váltó Oberhof Váltó Ruhpolding Sprint                                                                                     |
| 2010/11    | Oberhof Váltó Antholz-Anterselva Váltó                                                                                      | Antholz-Anterselva Sprint Hanti-Manszijszk Vegyes váltó (VB)                                                                                            | Pokljuka Sprint Ruhpolding Üldözőverseny                                                                                             |
| 2011/12    | | | Ruhpolding Váltó (VB) |
| Összesítés | Egyéni: 3 Sprint: 4 Üldözőverseny: 2 Tömegrajtos: 2 Váltó: 9 Vegyes váltó: 1 ------------ Összesen: 21                      | Egyéni: 3 Sprint: 7 Üldözőverseny: 1 Tömegrajtos: 1 Váltó: 7 Vegyes váltó: 1 ------------ Összesen: 20                                                  | Egyéni: 2 Sprint: 4 Üldözőverseny: 3 Tömegrajtos: 2 Váltó: 10 Vegyes váltó: 2 ------------ Összesen: 23                              |

- O – Olimpia és egyben világkupa forduló is.
- VB – Világbajnokság és egyben világkupa forduló is.